# Radu Drăgușin
Radu Matei Drăgușin (n. 3 februarie 2002, București, România) este un fotbalist român, care joacă pe post de fundaș central la Tottenham în Premier League. Pe plan internațional, are prezențe la națională pentru România Sub-17, România Sub-19, România Sub-21 și România.
Drăgușin și-a început cariera de seniori la Juventus Next Gen în 2020, iar mai târziu în acel an și-a înregistrat debutul la prima echipă, la vârsta de 18 ani. În urma împrumuturilor la Sampdoria, Salernitana și, respectiv, Genoa, a semnat un contract permanent cu cea din urmă în vara anului 2023. În ianuarie 2024, s-a alăturat echipei Tottenham Hotspur din Premier League.
Pe plan internațional, Drăgușin a apărut pentru România Sub-21 într-un singur meci la Campionatul European UEFA din 2021. La naționala de seniori, a debutat într-un meci amical contra Greciei în martie 2022, pierdut 0-1. A ajutat România să se califice la Campionatul European de Fotbal 2024, participând în toate cele 10 meciuri din calificări.

## Tinerețe
Drăgușin s-a născut în București, din părinții Svetlana (née Simion) și Dan Drăgușin, ambii foști internaționali români la baschet și, respectiv, la volei. Are o soră mai mică pe nume Meira, care joacă și ea baschet.

## Cariera de club

### Începturile
Drăgușin a fost atras de fotbal de vărul său și s-a alăturat echipelor de tineret ale Sportului Studențesc la vârsta de șapte ani. A jucat la club timp de patru ani înainte de desființarea acestuia, apoi s-a mutat la Regal Sport București unde a fost coechipier cu Octavian Popescu și Luca Florică, printre alții.

### Juventus
În 2018, Drăgușin s-a transferat la clubul italian Juventus pentru suma de 260.000 de euro. Inițial jucător sub 17 ani, Drăgușin s-a mutat rapid în echipa Juventus Sub-19. La 25 ianuarie 2020, la jumătatea sezonului Serie C 2019–20, Drăgușin a debutat pentru Juventus Sub-23 împotriva echipei Pro Patria, intrând pe teren în minutul 36 în locul lui Raffaele Alcibiade. Pe 13 februarie 2021, a marcat primul său gol în carieră într-o victorie cu 3-0 în deplasare împotriva lui AlbinoLeffe.
Pe 8 noiembrie 2020, Drăgușin a fost convocat pentru prima oară la echipa de seniori de Andrea Pirlo pentru un joc din Serie A cu Lazio. El și-a făcut debutul în club și în Europa pe 2 decembrie, figurând ca rezervă în victoria cu 3-0 pe teren propriu contra lui Dinamo Kiev într-un meci din faza grupelor Ligii Campionilor. Debutul în campionat al lui Drăgușin a fost înregistrat pe 13 decembrie, intrând din postura de rezervă în minutul 90 în locul lui Matthijs de Ligt într-o victorie cu 3-1 în deplasare la Genoa. Pe 13 ianuarie 2021, Drăgușin a început primul său joc pentru Juventus în Coppa Italia, învingând Genoa cu 3-2 după prelungiri.

#### Împrumuturile la Sampdoria și Salernitana
În aprilie 2021, Drăgușin și-a reînnoit contractul cu Juventus până la 30 iunie 2025. La 31 august a acelui an, a fost trimis cu un împrumut de un sezon clubului Sampdoria. Și-a înregistrat debutul pe 22 octombrie, într-o victorie cu 2-1 în campionat împotriva lui Spezia, în care l-a înlocuit pe Valerio Verre accidentat în minutul 19. Cinci zile mai târziu, a jucat toate cele 90 de minute într-o înfrângere cu 1–3 în fața Atalantei.
La 31 ianuarie 2022, după ce împrumutul său la Sampdoria a fost întrerupt prematur, Drăgușin s-a mutat la Salernitana pentru restul sezonului. El și-a făcut debutul la echipă pe 7 februarie, începând ca titular în remiza 2–2 cu Spezia.

### Genoa
Pe 14 iulie 2022, Drăgușin a fost împrumutat echipei Genoa din Serie B cu opțiune de cumpărare. La 25 ianuarie 2023, agentul său a anunțat că clauza de transfer permanent a fost activată după ce a îndeplinit mai multe obiective, suma fiind de aproximativ 5,5 milioane EUR plus 1,8 milioane EUR în bonusuri condiționate.
Drăgușin a strâns 40 de apariții și patru goluri în toate competițiile în sezonul 2022-2023, iar Genoa a terminat pe locul al doilea în ligă și a obținut promovarea directă în Serie A. El a marcat primul său gol în această din urmă competiție pe 10 noiembrie 2023, într-o victorie acasă 1–0 în fața lui Hellas Verona. Pe 29 decembrie, el a egalat printr-o lovitură de cap în remiza 1–1 pe teren propriu împotriva celor de la Inter Milano.

### Tottenham Hotspur
La 11 ianuarie 2024, Drăgușin s-a alăturat clubului din Premier League Tottenham Hotspur pentru o sumă raportată de 30 de milioane de euro, care includea 25 de milioane de euro garantate plus alte bonusuri, semnând un contract până în iunie 2030.

## Cariera internațională

### Tineret
Drăgușin a fost selecționat de Adrian Mutu pentru Campionatul European de Fotbal Sub-21 2021, găzduit de Ungaria și Slovenia, având anterior două apariții pentru națională în calificări. A jucat un singur meci în turneu, după ce l-a înlocuit pe Alex Pașcanu, accidentat, în minutul 63 a unei remize fără goluri cu Germania. România nu a putut avansa din faza grupelor, în ciuda faptului că a avut același număr de puncte ca Germania și Țările de Jos.

### Seniori
Drăgușin a fost chemat la echipa de seniori a României pentru prima dată în martie 2022, iar pe data de 25 din acea lună și-a făcut debutul intrând în minutul 88 al unei înfrângeri 0-1 cu Grecia. În anul următor, a început în toate cele zece meciuri ale calificărilor la Euro 2024, ajutându-și națiunea să câștige Grupa I și să se califice la turneul final.

## Stilul de joc
Un fundaș central înalt și fizic, Drăgușin l-a citat ca punct de referință pe Virgil van Dijk, cu care a fost comparat de atunci pentru încrederea în posesie și simțul pozițional. Drăgușin a jucat și ca fundaș dreapta uneori.

## Statistici

### Club
La meciuri jucate pe 30 ianuarie 2025.
| Club                   | Sezon            | Ligă             | Ligă     | Ligă   | Cupa națională | Cupa națională | Cupa ligii | Cupa ligii | Continental | Continental | Alte     | Alte   | Total    | Total  |
| Club                   | Sezon            | Divizia          | Apariții | Goluri | Apariții       | Goluri         | Apariții   | Goluri     | Apariții    | Goluri      | Apariții | Goluri | Apariții | Goluri |
| ---------------------- | ---------------- | ---------------- | -------- | ------ | -------------- | -------------- | ---------- | ---------- | ----------- | ----------- | -------- | ------ | -------- | ------ |
| Juventus Sub-23        | 2019–20          | Serie C          | 2        | 0      | —              | —              | —          | —          | —           | —           | 3        | 0      | 5        | 0      |
| Juventus Sub-23        | 2020–21          | Serie C          | 8        | 1      | —              | —              | —          | —          | —           | —           | 2        | 0      | 10       | 1      |
| Juventus Sub-23        | Total            | Total            | 10       | 1      | —              | —              | —          | —          | —           | —           | 5        | 0      | 15       | 1      |
| Juventus               | 2020–21          | Serie A          | 1        | 0      | 2              | 0              | —          | —          | 1           | 0           | 0        | 0      | 4        | 0      |
| Sampdoria (împrumut)   | 2021–22          | Serie A          | 13       | 0      | 2              | 0              | —          | —          | —           | —           | —        | —      | 15       | 0      |
| Salernitana (împrumut) | 2021–22          | Serie A          | 7        | 0      | —              | —              | —          | —          | —           | —           | —        | —      | 7        | 0      |
| Genoa (împrumut)       | 2022–23          | Serie B          | 38       | 4      | 2              | 0              | —          | —          | —           | —           | —        | —      | 40       | 4      |
| Genoa                  | 2023–24          | Serie A          | 19       | 2      | 3              | 0              | —          | —          | —           | —           | —        | —      | 22       | 2      |
| Genoa                  | Total            | Total            | 78       | 6      | 9              | 0              | —          | —          | 1           | 0           | —        | —      | 88       | 6      |
| Tottenham Hotspur      | 2023–24          | Premier League   | 9        | 0      | 0              | 0              | —          | —          | —           | —           | —        | —      | 8        | 0      |
| Tottenham Hotspur      | 2024–25          | Premier League   | 16       | 0      | 1              | 0              | 4          | 0          | 7           | 0           | —        | —      | 28       | 0      |
| Tottenham Hotspur      | Total            | Total            | 25       | 0      | 1              | 0              | 4          | 0          | 7           | 0           | —        | —      | 37       | 0      |
| Totalul carierei       | Totalul carierei | Totalul carierei | 113      | 7      | 10             | 0              | 4          | 0          | 8           | 0           | 5        | 0      | 140      | 7      |

1. ↑  O apariție în play-off-urile de promovare a Seriei C, două apariții în Coppa Italia Serie C
2. ↑  Apariție în play-off-ul de promovare a Seriei C
3. ↑  Apariție în Liga Campionilor UEFA
4. ↑  Apariții în UEFA Europa League

## Palmares
Juventus Sub-23
- Coppa Italia Serie C: 2019–20

Juventus
- Coppa Italia: 2020–21
- Supercoppa Italiana: 2020

Tottenham Hotspur
- UEFA Europa League: 2024–25